# Équipe Média
Équipe Média, talvolta citata anche come Equipo Mediático, è un'agenzia di stampa attiva nel Sahara Occidentale, fondata nel 2009, che opera clandestinamente nei territori sotto occupazione marocchina. Il suo obiettivo principale è rompere il blocco informativo imposto dal Regno del Marocco nel Sahara occidentale. L'attuale presidente dell'agenzia è Ahmed Ettanji.
Équipe Média è composta da un gruppo di 25 giovani attivisti, cinque dei quali sono stati arrestati in Marocco, e alcuni condannati anche all'ergastolo.
L'agenzia produce contenuti giornalistici dal Sahara Occidentale e ha realizzato il documentario 3 Stolen Cameras, vincitore del premio come miglior cortometraggio documentario al DOK Leipzig Festival. Nel 2019, ha inoltre ricevuto il Julio Anguita Parrado International Journalistic Award, conferito in Andalusia, Spagna.
L’attività dell’agenzia ha avuto inizio nel 2009, nel contesto del cessate il fuoco del 1991 e dell’intifada pacifica del 2005. Da allora, Équipe Média ha documentato manifestazioni, eventi e azioni che spesso non trovano spazio nei media ufficiali marocchini. Il governo del Marocco ostacola attivamente la registrazione di tali contenuti; tuttavia, l'agenzia riesce a diffondere il proprio materiale tramite piattaforme come Facebook e Twitter.